# Scooba (Mississippi)
Pour le robot laveur, voir Scooba.
La ville américaine de Scooba est située dans le comté de Kemper, dans l’État du Mississippi. Lors du recensement de 2000, sa population s’élevait à 632 habitants.
Last Chance U, série americaine sur le football americain se situe a Scooba, au sein de l universite de Scooba, East Mississippi Community College.

## Personnalités liées à la ville
Le joueur de basket-ball Charles Jones est né à Scooba en 1962.

## Source
- (en) Cet article est partiellement ou en totalité issu de l’article de Wikipédia en anglais intitulé « Scooba, Mississippi » (voir la liste des auteurs).